# Litosféra

Jednotlivé tektonické desky, které tvoří litosférický obal Země

Litosféra je pevný obal tvořený zemskou kůrou a nejsvrchnějšími vrstvami zemského pláště. Její tloušťka se pohybuje obvykle v rozpětí 70–100 km, extrémní hodnoty představují zhruba 200 km, kterých dosahuje na oceánské kůře, a 150 km, kterých dosahuje pod masívy horstev. Skládá se ze 7 velkých desek a 12 menších desek.
Litosféra nepředstavuje kompaktní obal, je rozčleněna na mohutné bloky – litosférické desky, které „plavou“ na plastické vrstvě zemského pláště (tzv. astenosféra). Rozlišujeme litosférické desky oceánské a pevninské, které se navzájem k sobě neustále pohybují, čímž přeměňují tvar planety Země. Jejich pohyb je vůči sobě těžké popisovat, vztahuje se vzhledem k osám Země anebo k horkým skvrnám (hot spots). To, že se litosférické desky pohybují, můžeme pozorovat pomocí:
- geodetických měření,
- magnetických anomálií tzv. paleomagnetismus,
- opsaných kružnic kolem transformích zlomů.

Pohyby litosférických desek:
- přibližování – dvě litosférické desky se pohybují proti sobě, což má za následek jejich srážku. Jedná se o tzv. pohyb konvergentní. Mohou nastat následující možnosti: jedna deska se začne podsouvat pod druhou (subdukce – typická pro oceánsko-kontinentální rozhraní; obdukce – oceánská deska se začne nasouvat na pevninskou desku), anebo se dvě pevninské desky zapříčí a nastane horotvorný proces (orogeneze). Příkladem je kolize Eurasijské a Indické desky, což vyúsťuje ve vznik Himálají.
- oddalování – jedná se o pohyb divergentní, typický je pro středooceánské hřbety, kde vzniká nová oceánská kůra. Příkladem je Středoatlantský hřbet.
- transformní rozhraní – jedná se o pohyb dvou desek vedle sebe, čímž vzniká tzv. transformní zlom. Ani jedna se nezasouvá pod druhou, jenom o sebe třou rozhraním, což má za následek uvolňovaní obrovských hodnot energie v podobě zemětřesení. Příkladem je zlom San Andreas v Kalifornii v USA.
- trojný bod – místo, kde se setkávají tři tektonické desky.

Myšlenku deskové tektoniky jako první vyslovil německý geolog Alfred Wegener (1880–1930) ve 20. letech 20. století, když si povšiml zvláštní podobnosti mezi pobřežím Jižní Ameriky a Afriky. Myšlenka se ale naplno ujala až s dalšími vědeckými objevy v 60. letech 20. století, kdy se práce ujali geologové Wilson, La Pichon a Hess.
Teorie deskové tektoniky vysvětluje:
- pohyb litosférických desek,
- přenos energie a tepla mezi vnitřním a vnějším obalem,
- látkovou a chemickou bilancí zemské kůry a zemského pláště.

Aby teorie mohla být uvedena v praxi, musí předpokládat čtyři podmínky:
- existence inhomogenit a nespojitostí v zemské kůře,
- přítomnost plastické vrstvy tzv. astenosféry,
- při těchto pochodech se rozměry Země ani nezmenšují ani nezvětšují,
- stálou teplotu zemského povrchu.